# Live at the Metro
Live at the Metro è il primo album live della band pop punk The Ataris, pubblicato nel 2004.

## Tracce
1. Unopened Letter to the World
2. 1*15*96
3. IOU One Galaxy
4. So Long, Astoria
5. Between You and Me
6. Your Boyfriend Sucks
7. Song #13
8. All You Can Ever Learn Is What You Already Know
9. Someday
10. The Saddest Song
11. The Boys of Summer
12. Astro Zombies
13. 1*15*96 (acustica)
14. My Hotel Year (acustica)
15. The Hero Dies in This One (acustica)
16. Fast Times at Dropout High (acustica)
17. A New England (acustica)
18. (What's So Funny 'Bout) Peace, Love & Understanding (acustica)
19. San Dimas High School Football Rules (acustica)

## Formazione
- Kris Roe - voce, chitarra
- Marco Peña - chitarra
- Mike Davenport - basso
- Chris Knapp - batteria